# Ваду-Пашій
Ваду-Пашій (рум. Vadu Pașii) — село у повіті Бузеу в Румунії. Адміністративний центр комуни Ваду-Пашій.
Село розташоване на відстані 101 км на північний схід від Бухареста, 4 км на схід від Бузеу, 94 км на захід від Галаца, 113 км на південний схід від Брашова.

## Населення
За даними перепису населення 2002 року у селі проживали 3089 осіб.
Національний склад населення села:
| Національність | Кількість осіб | Відсоток |
| -------------- | -------------- | -------- |
| румуни         | 3064           | 99,2%    |
| цигани         | 25             | 0,8%     |

Рідною мовою назвали:
| Мова      | Кількість осіб | Відсоток |
| --------- | -------------- | -------- |
| румунська | 3067           | 99,3%    |
| циганська | 22             | 0,7%     |